# 张乙坤
张乙坤（1972年—），新西兰华人商人，新西兰皇联集团董事长、海南联盛发实业有限公司董事长，出生于中国广东省普宁县燎原镇泥沟村，中国民主促进会会员，曾任海南省政协委员、中国民主促进会海南省委常委。

## 生平
据张乙坤自述，他的爷爷张珂好曾在泰国经商，奶奶韦玉叶在泰国出生，后返回广东普宁；张乙坤的父亲张声长在供销社上班，母亲李素华在家务农，张乙坤在家中排行老大，有弟弟张浩晖、妹妹张少娜。年少时，张乙坤家境贫寒。为了减轻经济负担，张乙坤不满18岁就决定从军，在1990年3月加入中国人民解放军海军航空兵，在海南省服役。1992年，张乙坤退伍转业，到海南省公路局工作。1996年，他开始在中国社会科学院研究生院攻读在职研究生，1998年毕业。2000年，张乙坤移居新西兰经商，与朋友合作经营餐饮业，推广潮州饮食。后来，他的业务扩展到房地产和食品制造。
2012年9月，张乙坤当选第七届海南省工商联兼职副主席。2013年至2016年，张乙坤担任海南省政协委员。张乙坤曾受邀观礼2015年天安门广场阅兵，曾与中共中央统战部副部长谭天星共同出席活动，还曾在新西兰推广一带一路。
2015年，张乙坤与在新西兰的潮州朋友联合创办新西兰潮属总会，张乙坤出任首任会长。2017年底，2018新西兰年度人物评选中，张乙坤成为奥克兰地区本地英雄奖60名获奖者之一。2018年6月，张乙坤获得新西兰成员功绩勋章。
2018年10月16日，新西兰议会新西兰国家党议员賈米-李·羅斯召开新闻发布会，检举党首西蒙·布里奇斯企图违反法律、隐瞒一笔政治献金。羅斯指称，布里奇斯收受张乙坤的10万新西兰元政治献金，并且打算将其分拆作为小额匿名捐款。根据法律，3万元以上的政治献金需要在选举委员会申报、登记捐赠人信息。西蒙·布里奇斯否认了指控。相关部门已展开调查。有人根据张乙坤与中国共产党的关系，怀疑这笔政治献金包含中国共产党干预新西兰政治的因素。

## 家庭
张乙坤的妻子张志娟是他的中学同学。据张乙坤回忆，1996年他因公赴深圳出差时与张志娟重逢，彼时张志娟刚刚大学毕业分配至深圳工作。二人后来相恋、结婚。按张乙坤的说法，1999年他与妻子到新西兰度假，张志娟萌生了到新西兰梅西大学求学的想法。为了陪伴妻子，张乙坤在2000年移民新西兰。他与妻子育有三个孩子。